# AirTran Airways
AirTran Airways (Code AITA : FL ; code OACI : TRS) était une compagnie aérienne à bas prix américaine, filiale de AirTran Holdings basée à Orlando en Floride (États-Unis). AirTran effectuait plus de 700 vols chaque jour à travers la côte Est des États-Unis et le Middle West, dont 270 au départ d'Atlanta. C'était le plus grand opérateur de Boeing 717 au monde. Elle assurait des vols intérieurs et internationaux vers les États-Unis, le Mexique et la Caraïbe depuis sa principale plate-forme de correspondance de l'aéroport international Hartsfield-Jackson d'Atlanta.

## Rachat
En 2011, le gouvernement américain donne son accord au rachat par la compagnie aérienne low cost Southwest Airlines de sa rivale AirTran Airways, pour un montant d’un milliard de dollars.
La compagnie à bas coûts américaine, qui en 2010 a transporté 130 millions de passagers, s’empare ainsi de sa rivale quatre fois plus petite, les autorités ayant jugé que le rachat n’entraînait pas de distorsion de la concurrence. Dans un communiqué, elles estiment en effet que la compagnie résultant de la fusion est en mesure « d’offrir des routes qu’aucune des deux parties n’opère jusque-là ». La transaction finale a lieu le 2 mai, la certification unique étant alors espérée pour le début 2012. Il s’agit alors de la troisième fusion majeure dans le ciel américain en trois ans, après celle de Delta Air Lines et Northwest en 2008 et celle de United Airlines et Continental Airlines en 2010. La fusion des opérations d'AirTran avec Southwest a été achevée le 28 décembre 2014 
Southwest Airlines voulait absolument s’emparer d’AirTran pour la qualité de son réseau dans le nord-est des États-Unis, en particulier à Atlanta et Washington, afin de mieux attaquer Delta Air Lines et US Airways. Elle opère actuellement vers 72 destinations dans 36 états américains, soit 3400 vols par jour, auxquels viendront s’ajouter les 1 000 effectués par AirTran vers 70 villes aux États-Unis, Mexique et dans les Caraïbes.
Au point de vue de la flotte, les 549 Boeing 737 (séries 300, 500 et 700) de Southwest devaient être rejoints par les 41 737-700 et 88 Boeing 717-200 opérés par AirTran, qui possède une des flottes les plus jeunes du pays.
Finalement, seuls les Boeing 737 d'AirTran ont été intégrés à la flotte de Southwest ; Delta Airlines a racheté les Boeing 717 afin de moderniser sa flotte.

## Destinations
AirTran Airways dessert 62 destinations aux États-Unis et au Mexique.

### États-Unis
(Allentown, Akron-Canton, Asheville, Atlanta, Atlantic City, Austin, Baltimore/Washington, Bloomington/Normal, Boston, Branson, Buffalo/Niagara, Burlington, Charleston, Charlotte, Chicago (Midway), Columbus, Dallas/Ft. Worth, Dayton, Denver, Détroit, Flint, Fort Lauderdale, Fort Myers, Harrisburg, Houston (Hobby), Indianapolis, Jacksonville, Kansas City, Knoxville, La Nouvelle-Orléans, Las Vegas, Los Angeles, Memphis, Miami, Milwaukee, Minneapolis/St. Paul, Moline/Quad Cities, New York(LaGuardia), Newark, Newport News/ Williamsburg, Orange County, Orlando, Pensacola/Gulf Coast, Philadelphie, Phoenix, Pittsburgh, Portland, Raleigh/Durham, Richmond, Rochester, St. Louis, San Antonio, San Diego, San Francisco, San Juan, Sarasota/Bradenton, Seattle, Tampa, Washington (Dulles, Reagan), Wichita, West Palm Beach, White Plains)

### Mexique
(Cancún, Mexico, Cabo San Lucas)

### Bermudes
(Bermudes)

### Aruba
(Aruba)

### Jamaïque
(Montego Bay)

### Porto Rico
(San Juan)

### République dominicaine
(Punta Cana)

### Bahamas
(Nassau)

## Flotte
Avant sa fusion, AirTran Airways exploitait 129 avions.

## Galerie

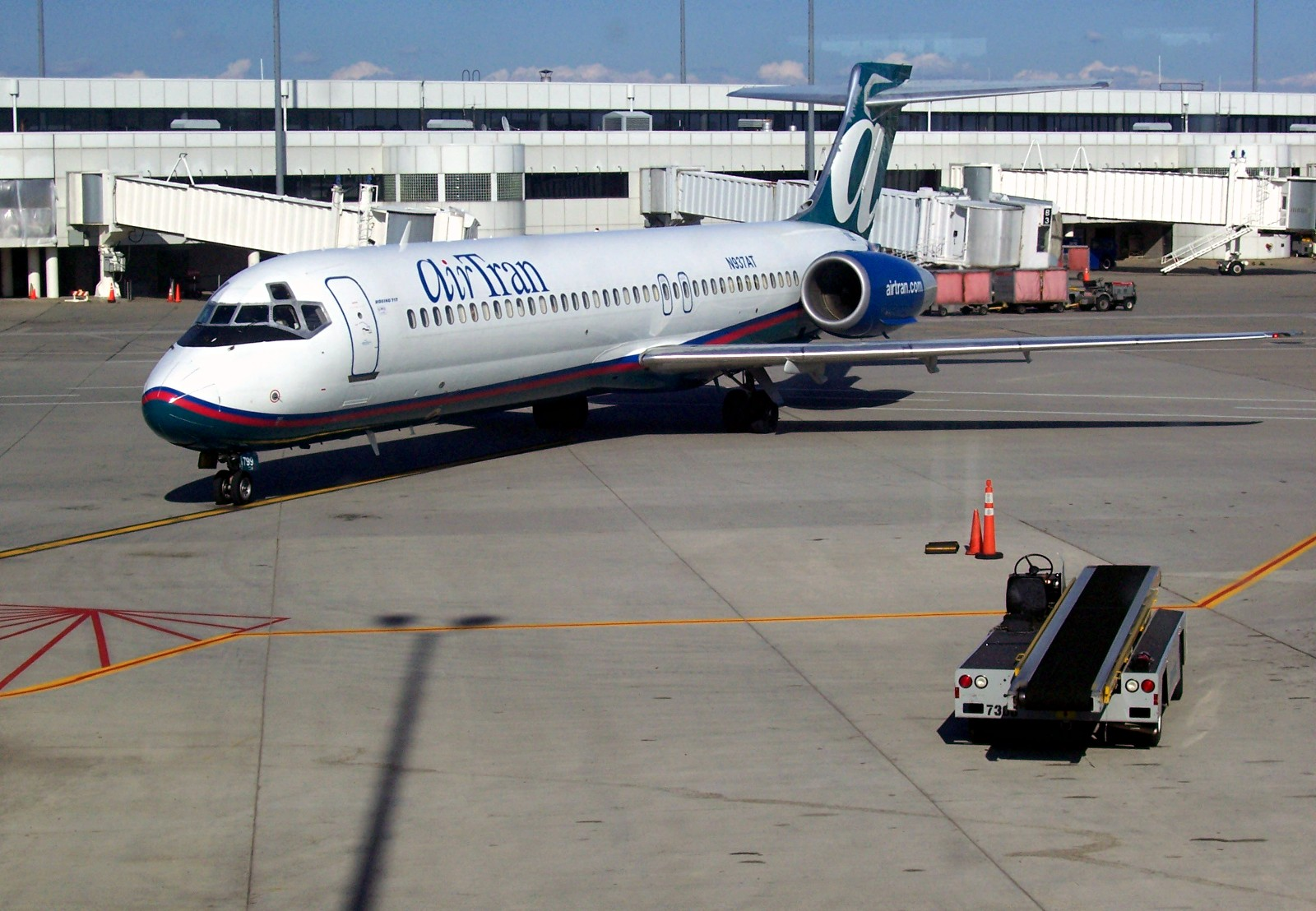
Boeing 717
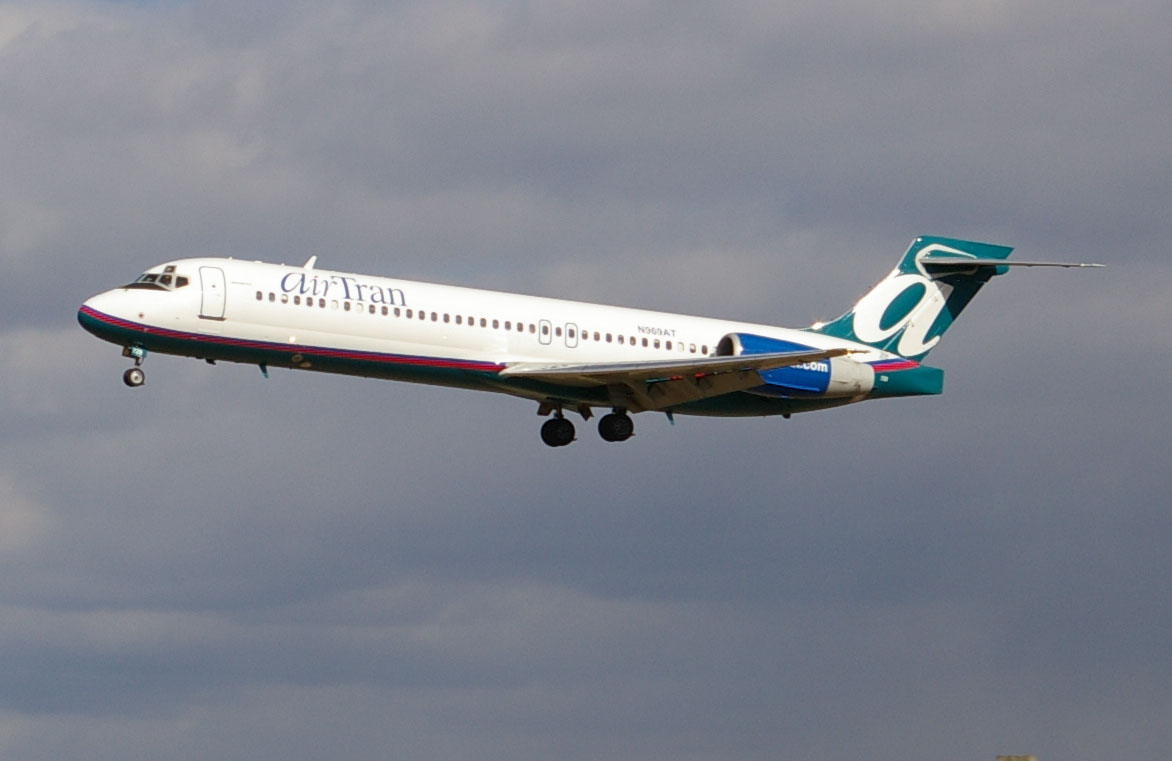
Boeing 717
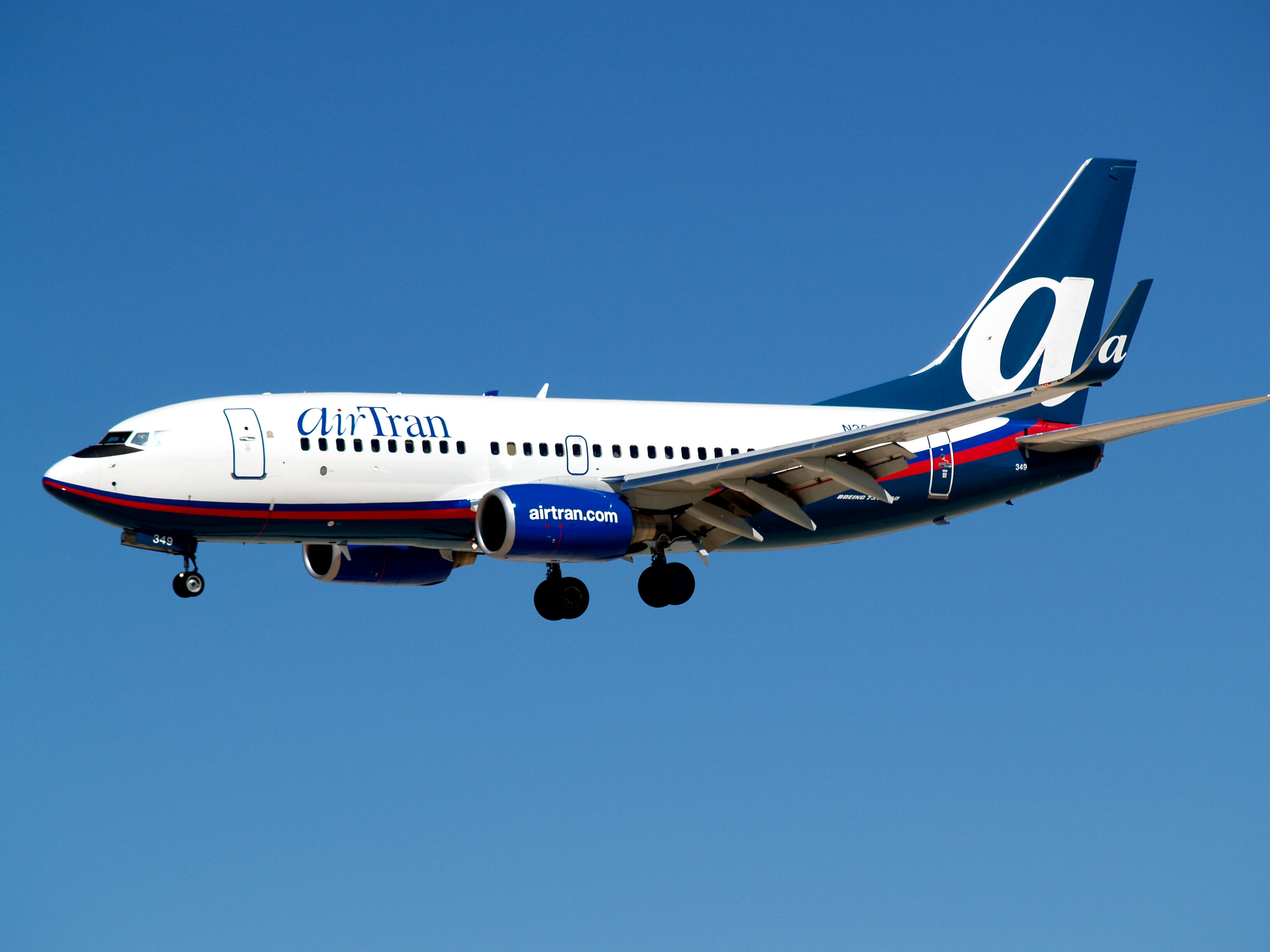
Boeing 737
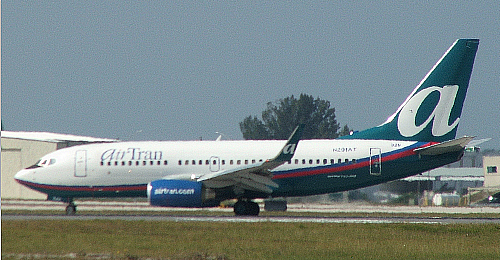
Boeing 737
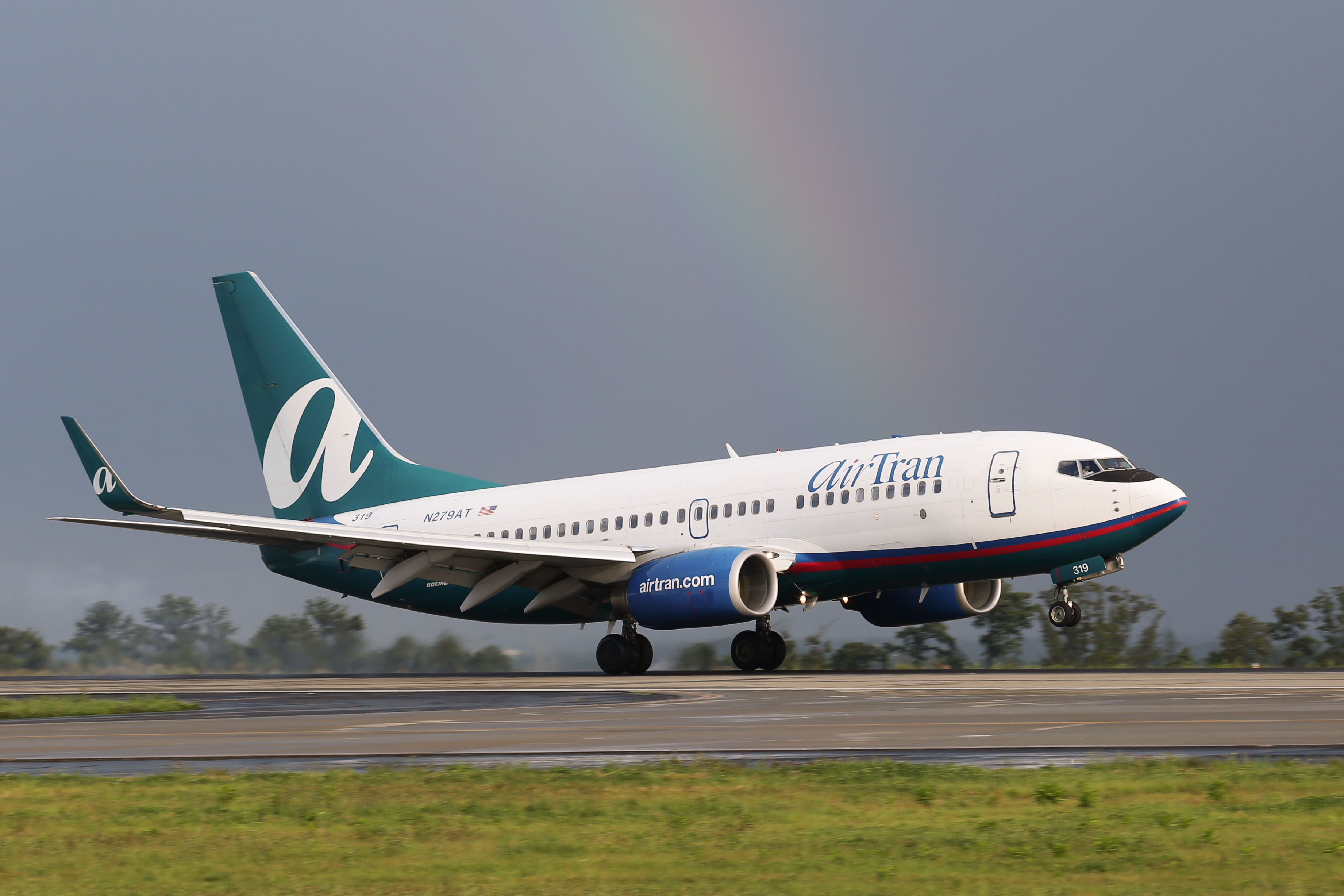
Boeing 737-700 d'AirTran Airways